# Évricourt
Évricourt é uma comuna francesa na região administrativa de Altos da França, no departamento de Oise. Estende-se por uma área de 3 km². Em 2010 a comuna tinha 227 habitantes (densidade: 75,7 hab./km²).